# Cantone di Saint-Dié-des-Vosges-Ovest
Il Cantone di Saint-Dié-des-Vosges-Ovest era una divisione amministrativa dell'arrondissement di Saint-Dié-des-Vosges.
È stato soppresso a seguito della riforma complessiva dei cantoni del 2014, che è entrata in vigore con le elezioni dipartimentali del 2015.
Comprendeva parte della città di Saint-Dié-des-Vosges e i comuni di:
- La Bourgonce
- Saint-Michel-sur-Meurthe
- La Salle
- Taintrux
- La Voivre